# Liste der Ständigen Vertreter Österreichs bei der OECD
Der Ständige Vertreter Österreichs bei der OECD ist der diplomatische Vertreter der Republik Österreich bei der Organisation für wirtschaftliche Zusammenarbeit und Entwicklung (OECD).
Diese internationale Organisation von 34 Industrienationen koordiniert Bestrebungen im Bereich Demokratie und Marktwirtschaft.
Sitz der OECD ist Paris, der österreichische Vertreter steht im Rang eines Botschafters.

## Geschichte und Organisation
Die OECD war 1961 als Nachfolgeorganisation der Organisation für europäische wirtschaftliche Zusammenarbeit (OEEC) und des Marshallplans zum Wiederaufbau Europas gegründet worden. Die OEEC agierte seit 1948, und Österreich war deren einziges Mitglied, bei der die Sowjetunion als Besatzungsmacht eine – de facto – Mitsprache in wirtschaftspolitischen Angelegenheiten hatte.
Die österreichische Vertretung wurde 1958 eingerichtet und 1960 in den Botschaftsrang erhoben. Österreich war dann 1961 Gründungsmitglied der OECD.
Die Ständige Vertretung bei der OECD unterstand bis Anfang 2018 dem Bundeskanzleramt. Seit 8. Januar 2018 ist sie eine nachgeordnete Dienststelle des Außenministeriums.
Die Vertretung gilt als sehr bedeutender Posten, die Zusammenarbeit in der OECD ist heute besonders im Kontext der internationalen Maßnahmen gegen Steuerhinterziehung und Geldwäsche relevant, und umfasst daneben allgemeine Abstimmungsfragen der Finanz- und Finanzierungspolitik in den Industriestaaten. Weiters läuft auch die Finanzierung der österreichischen Entwicklungszusammenarbeit über die OECD.

## Liste der Botschafter
| Name                              | Amtszeit          | Anmerkungen |                   |
| Österreich → OECD                 | Österreich → OECD | Österreich → OECD | Österreich → OECD |
| --------------------------------- | ----------------- | --- | ----------------- |
| Carl Heinz Bobleter               | 1958–1964         | an die OEEC, ab 1961 bei der OECD nachher 1964–1968 Staatssekretär am Außenministerium; 1968–1978 2. Amtszeit |                   |
| Arno Halusa                       | 1964–1968         | danach (lückenhaft) 1972–1977 Österreichischen Botschafter in den Vereinigten Staaten, 1977–1979 Generalsekretär der Industriellenvereinigung (IV) |                   |
| Carl Heinz Bobleter               | 1968–1978         | (2. Amtszeit) |                   |
| Peter Jankowitsch                 | 1978–1983         | 1964–1970 Botschafter im Senegal, 1970–1973 Kabinettschef (Kreisky I), 1973–1978 Botschafter bei den UN und 1973/4 Vorsitzender des UN-Sicherheitsrats, Präsident des UN-Weltraumkomitees (COPUOS); danach 1986–1987 Außenminister, 1990–1993 Staatssekretär für Europafragen im Bundeskanzleramt, seit 1998 Generalsekretär des Österreichisch-Französischen Zentrums (OEFZ); Präsident der Austrian Space Agency, und andere. |                   |
| Georg Lennkh                      | 1983–1993         | davor 1978–1982 im Kabinett Kreisky III/IV; danach 1993–2004 am Außenministerium (Generaldir. Entwicklungszusammenarbeit), 1998–2000 Burundi-Mission der EU, 2005–2010 österr. Sonderbotschafter für Afrika und 2006–2010 EU-Sonderbeauftragter im Tschad |                   |
| Peter Jankowitsch                 | 1993–1998         | (2. Amtszeit) |                   |
| Karl Schramek                     | 1998–2003         | davor 1984–1985 Direktor Kulturinstitut in Budapest, 1985–1990 am Außenministerium (Abt. Abrüstung), 1991–1996 Internationaler Sekretär der SPÖ, 1996–1997 Außenpolitischer Berater des Bundeskanzlers (Vranitzky, Klima), 1997–1998 des Generalsekretärs der OECD; danach 2004–2008 Österreichischer Botschafter in Syrien, seit 2008 in Belgien und Missionschef bei der NATO                                                 |                   |
| Ulrich Stacher                    | 2003–2008         | davor (lückenhaft) ab 1987 am Bundeskanzleramt (Sektionschef Koordinationsangelegenheiten), 1999 Koordinationskommission für Informationstechnik (KIT) am BMöLS |                   |
| Wolfgang Petritsch                | 2008–2013         | davor 1997–1999 Botschafter in Serbien und EU-Sonderbeauftragter für den Kosovo, 1999–2002 Hoher Repräsentant der UN für Bosnien und Herzegowina, 2002–2008 Botschafter bei den UN in Genf |                   |
| Maria Elisabeth Stubits-Weidinger | 2013–2018         | davor Nationalbank, 2011 stellvertretende Kabinettchefin des Bundeskanzlers (Faymann) und Büroleiterin des Staatssekretärs für Medien und Regierungskoordination (Ostermayer) am Bundeskanzleramt |                   |
| Thomas Schnöll                    | 2018-2021         | davor 2015–2018 Pressesprecher des Außenministeriums, 2013–2015 Botschafter in Albanien, 2010–2013 Generalkonsul in Chicago, 2004–2009 am Außenministerium (Leiter des Westbalkanreferats) |                   |
| Gerhard Jandl                     | seit 2022         | davor Leiter des Balkanreferats im Außenministerium, Botschafter in Sarajewo, Botschafter in Belgrad, Sicherheitspolitischer Direktor, Botschafter beim Europarat |                   |

Quelle: Bundeskanzleramt; Stand 2016